# Центральный территориальный округ Республики Дагестан
Центральный территориальный округ Республики Дагестан — территориальная единица Дагестана, созданная в 2014 году. Административный центр — город Махачкала.
Округ был создан по указу главы Дагестана Рамазана Абдулатипова.
10 декабря 2020 года территориальный округ были упразднён.

## Население

### Национальный состав
По данным Всероссийской переписи населения
 2010 года, (данные по районам и городам, позже вошедшие в состав Центрального территориального округа Республики Дагестан):
| Народ    | Численность, чел. | Доля от всего населения, % |
| -------- | ----------------- | -------------------------- |
| аварцы   | 328 824           | 26,04 %                    |
| кумыки   | 318 629           | 25,23 %                    |
| даргинцы | 253 895           | 20,10 %                    |
| лезгины  | 116 022           | 9,18 %                     |
| лакцы    | 109 905           | 8,70 %                     |
| русские  | 55 132            | 4,36 %                     |
| другие   | 80 228            | 6,35 %                     |
| всего    | 1 262 635         | 100 %                      |

## Административное деление
Округ состоит из 6 районов и 5 городов.
- Буйнакский — г. Буйнакск
- Карабудахкентский — с. Карабудахкент
- Каякентский — с. Каякент
- Кизилюртовский — г. Кизилюрт
- Кумторкалинский — с. Коркмаскала
- Сергокалинский — с. Сергокала
- город Буйнакск
- город Избербаш
- город Каспийск
- город Кизилюрт
- город Махачкала